# 크리스틴 싱클레어
크리스틴 마거릿 싱클레어(영어: Christine Margaret Sinclair, 1983년 6월 12일~)는 캐나다의 축구 선수로 현재 미국 내셔널 위민스 사커 리그의 포틀랜드 손스에서 공격수로 활약 중이며 캐나다 여자 축구 국가대표팀 내 역대 국제 A매치 최다 출전자 겸 득점자이자 전체 여자 선수로는 크리스틴 릴리, 칼리 로이드, 크리스티 피어스(이상 미국)에 이어 역대 4번째 최다 출전자이다.

## 어린 시절과 대학 경력
크리스틴 싱클레어는 1983년 6월 12일에 브리티시컬럼비아주 버너비에서 태어났으며 4세 시절부터 축구를 시작했다. 어린 시절에는 야구, 농구를 즐기기도 했지만 고심 끝에 축구 선수로 활약하기로 결심한다.
11세 시절에는 브리티시컬럼비아주 U-14 여자 축구 올스타 팀에 선정되었다. 특히 버너비 걸스 사커 클럽(Burnaby Girls Soccer Club) 소속으로 활약하던 동안에는 6차례의 리그 우승, 5차례의 지방급 축구 대회 우승을 경험했고 국가급 축구 대회에서는 2차례에 걸쳐 5위 이내의 성적을 기록했다. 1994년부터 2000년까지 버너비사우스 고등학교 여자 축구부(Burnaby South Secondary School)에서 활약하던 동안에는 3차례의 리그 우승을 경험했다.
2001년에는 미국 포틀랜드 대학교 산하 여자 축구 클럽인 포틀랜드 파일러츠(Portland Pilots)에 입단했다. 2001 전미 대학 체육 협회(NCAA) 디비전 I 여자 축구 선수권 대회 시즌에서는 23골, 도움 8개를 기록했고 같은 해에 《사커 아메리카》(Soccer America)가 선정한 올해의 신인상을 수상하는 영예를 안았다. 2002 디비전 I 시즌에서는 26골을 기록하면서 팀의 NCAA 디비전 I 우승을 이끌었다. 2003 시즌은 2003년 FIFA 여자 월드컵 준비를 이유로 휴학했다.
2004 NCAA 디비전 I 시즌에 복귀하면서 22골을 기록했고 NCAA 디비전 I 웨스트코스트 콘퍼런스 올해의 선수로 선정되는 영예를 안았다. 2005 NCAA 디비전 I 시즌에서 39골을 기록하면서 팀의 NCAA 디비전 I 우승을 이끌었고 같은 해에 지난 1년 동안에 가장 뛰어난 활약을 기록한 여자 대학 선수에게 수여하는 미국의 선수상인 혼다-브로데릭컵(Honda-Broderick Cup)을 수상했다. 대학교를 졸업하던 당시에는 94경기에 출전하여 110골, 도움 32개를 기록했다.

## 클럽 경력
2006년부터 2008년까지 밴쿠버 화이트캡스에서 활약했으며 2008 시즌에서 진행된 미국 여자 프로 축구(WPS) 인터내셔널 드래프트를 통해 FC 골드 프라이드에 지명되었다. 2010 시즌에서는 팀의 WPS 챔피언십 트로피 우승을 이끌었다.
2010년 12월 10일에는 웨스턴 뉴욕 플래시로 이적했고 2011 시즌에서는 팀의 WPS 챔피언십 파이널 우승을 이끌었다. 2013년 1월 11일에는 내셔널 위민스 사커 리그(NWSL) 앨러케이션을 통해 포틀랜드 손스로 이적하면서 팀의 주장으로 임명되었다. 2013 시즌에서는 20경기에 출전하면서 팀 동료였던 앨릭스 모건과 함께 8골을 기록했고 팀의 NWSL 플레이오프 우승을 이끌었다. 2017 시즌에서도 팀의 NWSL 플레이오프 우승을 이끌었다.

## 국가대표 경력
크리스틴 싱클레어는 캐나다 여자 축구 국가대표팀에서 286경기에 출전하여 182골을 기록했다. 이 기록은 캐나다 여자 축구 국가대표팀 역사상 최다 출전 기록이자 최다 득점 기록이다. 또한 국가대표팀 득점 기록은 184골을 기록했던 애비 웜백에 이어 2번째로 높은 기록이다.
크리스틴 싱클레어는 16세 시절이던 2000년 알가르브컵에서 캐나다 여자 축구 국가대표팀 선수로 데뷔했으며 해당 대회에서 3골을 기록했다. 캐나다에서 열린 2002년 FIFA U-19 세계 여자 축구 선수권 대회에서 캐나다의 준우승에 기여했고 대회 득점왕과 대회 MVP를 석권하는 영예를 안았다.
미국에서 개최된 2003년 FIFA 여자 월드컵에서는 독일과의 조별 예선 경기(캐나다는 독일에 1-4로 패배함)에서 1골, 일본과의 조별 예선 경기(캐나다는 일본에 3-1로 승리함)에서 1골, 미국과의 3·4위전 경기(캐나다는 미국에 1-3으로 패배함)에서 1골을 기록하면서 총 3골을 기록했다. 캐나다는 해당 대회에서 4위를 차지했는데 이 기록은 캐나다 여자 축구 국가대표팀이 FIFA 여자 월드컵에서 기록한 최고 성적이기도 하다.
크리스틴 싱클레어는 2007년 8월 30일에 열린 일본과의 친선 경기에서 A매치 100경기 출전 기록을 수립했는데 캐나다는 해당 경기에서 일본과 0-0 무승부를 기록했다. 중국에서 개최된 2007년 FIFA 여자 월드컵에서는 가나와의 조별 예선 경기에서 2골(캐나다는 가나에 4-0 승리를 기록함), 오스트레일리아와의 조별 예선 경기(캐나다는 오스트레일리아와 2-2 무승부를 기록함)에서 1골을 기록하면서 총 3골을 기록했지만 캐나다는 조별 예선에서 1승 1무 1패로 3위를 기록하면서 탈락하고 만다.
2008년 베이징 하계 올림픽에서는 중국과의 조별 예선 경기(캐나다는 중국과 1-1 무승부를 기록함)에서 1골, 미국과의 8강전 경기(캐나다는 미국에 1-2로 패배함)에서 1골을 기록하면서 총 2골을 기록했지만 캐나다는 8강전에서 탈락하고 만다. 독일에서 개최된 2011년 FIFA 여자 월드컵에서는 독일과의 조별 예선 경기(캐나다는 독일에 1-2로 패배함)에서 1골을 기록했지만 캐나다는 조별 예선에서 3패로 4위를 기록하면서 탈락하고 만다.
2012년 런던 하계 올림픽에서는 남아프리카 공화국과의 조별 예선 경기(캐나다는 남아프리카 공화국에 3-0 승리를 기록함)에서 2골, 영국과의 8강전 경기(캐나다는 영국에 2-0 승리를 기록함)에서 1골, 미국과의 준결승전 경기(캐나다는 미국에 3-4로 패배함)에서 3골을 기록하면서 총 6골을 기록했다. 이 기록은 올림픽 여자 축구 역사상 개인 최다 골 기록이기도 하다. 하지만 미국과의 준결승전 경기에서 심판들이 미국에 유리한 판정을 내렸다고 비판한 사실이 문제가 되어 국제 축구 연맹(FIFA)으로부터 3,500 달러의 벌금을 받았고 A매치 4경기 출전 정지 처분을 받게 된다. 캐나다는 프랑스와의 3·4위전 경기에서 싱클레어가 결장한 악재 속에서도 1-0으로 승리하면서 여자 축구 동메달을 차지했다. 싱클레어는 2012년 런던 하계 올림픽 폐막식에서 캐나다 선수단의 기수를 맡았다.
크리스틴 싱클레어는 2013년 12월 12일에 상파울루 국제 여자 축구 토너먼트의 일환으로 열린 스코틀랜드와의 친선 경기에서 A매치 200경기 출전 기록을 수립했다. 캐나다는 해당 경기에서 2-0으로 승리했는데 특히 싱클레어는 해당 경기에서 자신의 A매치 147번째 골을 기록하는 영예를 안았다. 캐나다에서 개최된 2015년 FIFA 여자 월드컵에서는 중국과의 조별 예선 개막전 경기에서 페널티킥 결승골을 기록하면서 캐나다의 1-0 승리에 기여했다. 싱클레어는 잉글랜드와의 8강전 경기에서도 1골을 기록했지만 캐나다는 8강전에서 잉글랜드에 1-2로 패배하면서 탈락하고 만다.
2016년 리우데자네이루 하계 올림픽에서는 오스트레일리아와의 조별 예선 경기(캐나다는 오스트레일리아에 2-0 승리를 기록함)에서 1골, 짐바브웨와의 조별 예선 경기(캐나다는 짐바브웨에 3-1 승리를 기록함)에서 1골, 브라질과의 3·4위전 경기(캐나다는 브라질에 2-0 승리를 기록함)에서 1골을 기록하면서 총 3골을 기록했고 캐나다의 올림픽 여자 축구 동메달에 기여했다. 프랑스에서 개최된 2019년 FIFA 여자 월드컵에서는 네덜란드와의 조별 예선 경기에서 1골을 기록하면서 브라질의 마르타와 함께 5차례의 FIFA 여자 월드컵에서 골을 기록한 선수가 되었다. 하지만 캐나다는 네덜란드와의 조별 예선 경기에서 1-2로 패배했고 스웨덴과의 16강전 경기에서 0-1로 패배하면서 탈락하고 만다.

## 상훈
크리스틴 싱클레어는 2012년에 캐나다에서 지난 1년 동안에 가장 뛰어난 공적을 세운 선수에게 수여하는 상인 루 마시 트로피(Lou Marsh Trophy), 캐나다에서 지난 1년 동안에 가장 뛰어난 공적을 세운 여자 선수에게 수여하는 상인 보비 로젠펠드상(Bobbie Rosenfeld Award)을 수상했다. 2012년에는 영국 연방 왕국의 구성국이기도 한 캐나다 정부로부터 엘리자베스 2세 여왕 즉위 60주년(다이아몬드 주빌리) 기념 메달을 수상하는 영예를 안았다.
2013년에는 캐나다 명예의 거리(Canada's Walk of Fame)에 등극했고 사이먼 프레이저 대학교로부터 명예 학위를 받았다. 2017년 6월 30일에는 데이비드 로이드 존스턴 캐나다 총독으로부터 캐나다 훈장 장교를 받았다.

## 대중 매체
크리스틴 싱클레어는 2012년에 제작된 디지털 단편 다큐멘터리 《더 캡틴》(The Captain)에 출연했으며 2015년 5월에 스포츠 네트워크에서 제작한 다큐멘터리 《라이즈》(RISE)에서 캐나다 여자 축구 국가대표팀 선수들과 함께 출연했다. 2015년 여름에는 캐나다에서 방영된 코카콜라의 텔레비전 광고에 출연했다.
크리스틴 싱클레어는 2013년 6월에 발행된 《월러스》(The Walrus), 2015년 6월 8일에 발행된 《스포츠넷 매거진》의 표지 모델로 활동했으며 《오타와 라이프 매거진》(Ottawa Life Magazine) 2015년 5월·6월호, 《페이시스 매거진》(FACES Magazine) 2015년 12월호, 《캐나디안 비즈니스》(Canadian Business) 2016년 8월호의 표지 모델로도 활동했다.
2015년 7월에는 미국의 여자 축구 선수이자 포틀랜드 손스의 팀 동료였던 앨릭스 모건과 함께 일렉트로닉 아츠에서 제작한 FIFA 시리즈 게임인 《FIFA 16》의 미국판, 캐나다판 모델로 발탁되었다. 《FIFA 16》은 FIFA 시리즈 역사상 최초로 여자 축구가 등장한 비디오 게임이다. 2017년 7월에는 캐나다의 패스트푸드 체인 A&W, 캐나다 다발성 경화증 학회와 함께 다발성 경화증 인식을 위한 국가 차원의 캠페인에 출연했다.

## 수상

### 클럽
FC 골드 프라이드
- 2010년 미국 여자 프로 축구 우승

웨스턴 뉴욕 플래시
- 2011년 미국 여자 프로 축구 우승

포틀랜드 손스
- 2013년 내셔널 위민스 사커 리그 우승

### 국가대표
- 2002년 FIFA U-19 세계 여자 축구 선수권 대회 준우승
- 2007년 팬아메리칸 게임 동메달
- 2010년 CONCACAF 여자 골드컵 우승
- 2011년 팬아메리칸 게임 금메달
- 2012년 런던 하계 올림픽 동메달
- 2016년 리우데자네이루 하계 올림픽 동메달
- 2020년 도쿄 하계 올림픽 금메달

### 개인
- 2002년 FIFA U-19 세계 여자 축구 선수권 대회 골든볼 수상
- 2004년 허먼 트로피(Hermann Trophy) 여자부 수상
- 2005년 허먼 트로피(Hermann Trophy) 여자부 수상
- 캐나다 올해의 여자 축구 선수 12회 수상 (2000년, 2004년, 2005년, 2006년, 2007년, 2008년, 2009년, 2010년, 2011년, 2012년, 2013년, 2014년)

### 표창
- 2012년 루 마시 트로피 (Lou Marsh Trophy)
- 2012년 보비 로젠펠드상 (Bobbie Rosenfeld Award)
- 2012년 엘리자베스 2세 여왕 즉위 60주년(다이아몬드 주빌리) 기념 메달
- 2013년 캐나다 명성의 전당 (Canada's Walk of Fame)
- 2013년 사이먼 프레이저 대학교 명예 학위
- 2017년 캐나다 훈장 장교 (Officer of the Order of Canada)

## 같이 보기
- 올림픽 축구 메달리스트 목록